# Хрисант Филипидис
Хрисант (на гръцки: Χρύσανθος) е гръцки духовник, архиепископ на Църквата на Гърция от 1938 до 1941 година, а преди това митрополит на Трапезундската епархия и политически и духовен водач на понтийските гърци в началото на XX век.

## Биография
Роден е като Харилаос Филипидис (Χαρίλαος Φιλιππίδης) в 1881 година в Гюмюрджина. През 1897 година постъпва в семинарията на остров Халки, която завършва за шест години. По време на Междусъюзническата война, гръцкият митрополит се опитва да обедини гърците и турците в родната Западна Тракия - срещу българите и въобще срещу анексирането на Тракия от Царство България. На 1 юни 1913 година излиза с пламенна антибългарска статия в църковния вестник озаглавена „Кръв и огън“, обвинявайки българите в зверства срещу мирното гръцко население в Тракия.
На 26 май 1913 година е избран за трапезундски митрополит. Хрисант се опитва да не разпалва вражда между гърци и турци. В началото на 1919 година той е един от тримата представители на малоазийския елинизъм на Парижката конференция.
След Малоазийската катострофа, трапезундският митрополит се установява в Атина, приемайки почетната титла апокристарий на вселенския патриарх. От 10 февруари 1922 година до 27 октомври 1922 година е маронийски митрополит. След това си връща титлата трапезундски. Осъден е задочно на смърт от турските власти.
През 1927 година е начело на гръцката делегация, която урегулира противоречията за установяването на отношения с Албанската православна църква.
На 5 ноември 1938 година, след три кръга на гласуване, с 31 гласа за Дамаскин Папандреу срещу 30 за Хрисант, губи битката за архиепископ на Атина и цяла Гърция.
Въпреки този резултат, Йоанис Метаксас го налага за гръцки пастир и духовен водач на 12 декември 1938 година. На 27 април 1941 година, след влизането на Вермахта в Атина, отказва въобще да преговаря и да се вижда с германското военно командване в страната. По време на Гражданската война Хрисант е на проправителствени и пробритански позиции.